# Warnford
Warnford es una parroquia civil y un pueblo del distrito de Winchester, en el condado de Hampshire (Inglaterra).

## Geografía
Según la Oficina Nacional de Estadística británica, Warnford tiene una superficie de 12,84 km².

## Demografía
Según el censo de 2001, Warnford tenía 220 habitantes (50% varones, 50% mujeres) y una densidad de población de 17,13 hab/km². El 20,45% eran menores de 16 años, el 75,91% tenían entre 16 y 74 y el 3,64% eran mayores de 74. La media de edad era de 38,2 años. Del total de habitantes con 16 o más años, el 26,29% estaban solteros, el 62,29% casados y el 11,43% divorciados o viudos.
El 93,24% de los habitantes eran originarios del Reino Unido. El resto de países europeos englobaban al 3,15% de la población, mientras que el 3,6% había nacido en cualquier otro lugar. Según su grupo étnico, todos los habitantes eran blancos y el 83,56% profesaba el cristianismo, mientras que el 13,24% no eran religiosos y el 3,2% no marcaron ninguna opción en el censo.
Había 87 hogares con residentes, de los cuales el 24,13% estaban habitados por una sola persona, el 3,45% por padres solteros, el 21,84% por parejas sin hijos, el 25,29% por parejas con hijos dependientes y el 11,49% con hijos independientes, el 9,2% por jubilados y el 4,6% por otro tipo de composición. Además, había 3 hogares sin ocupar y 4 eran alojamientos vacacionales o segundas residencias. 126 habitantes eran económicamente activos, 123 de ellos (97,62%) empleados y 3 (2,38%) desempleados.